# Wanderers F.C.
Wanderers Football Club – amatorski klub piłkarski z Londynu, występujący w Surrey South Eastern Combination Junior Division Four – 17. ligowym poziomie piłkarskim w Anglii. Powstał w 1859 roku pod nazwą Forest Football Club, pięć lat później zmienił nazwę na Wanderers Football Club. Początkowo składał się głównie z absolwentów renomowanych szkół prywatnych. Był jednym z czołowych zespołów drugiej połowy XIX wieku w Anglii sięgając pięciokrotnie po Puchar Anglii. 
Przed zorganizowaniem turnieju o Puchar kraju zespół rozgrywał jedynie mecze towarzyskie według różnych zasad. W 1863 roku powołano Football Association, a klub z Londynu był jednym z trzynastu założycieli. W latach siedemdziesiątych XIX wieku Wanderers wygrali rozgrywki pucharowe trzy razy z rzędu. Wśród znanych piłkarzy występujących w klubie byli między innymi C.W. Alcock (zwany wówczas ojcem współczesnego sportu) oraz Arthur Kinnaird, uważany za jednego z najlepszych piłkarzy tamtych lat. Przez cały okres istnienia klub nie posiadał własnego stadionu. Występował na różnych obiektach w Londynie i okolicach. Do momentu rozwiązania zespół rozgrywał jedno, charytatywne spotkanie w roku – w Boże Narodzenie – przeciwko Harrow School. 
W 2009 roku klub reaktywowano z inicjatywy potomków Charlesa i Johna Alcocków w celu pozyskiwania funduszy dla brytyjskiego oddziału UNICEF-u.

## Historia

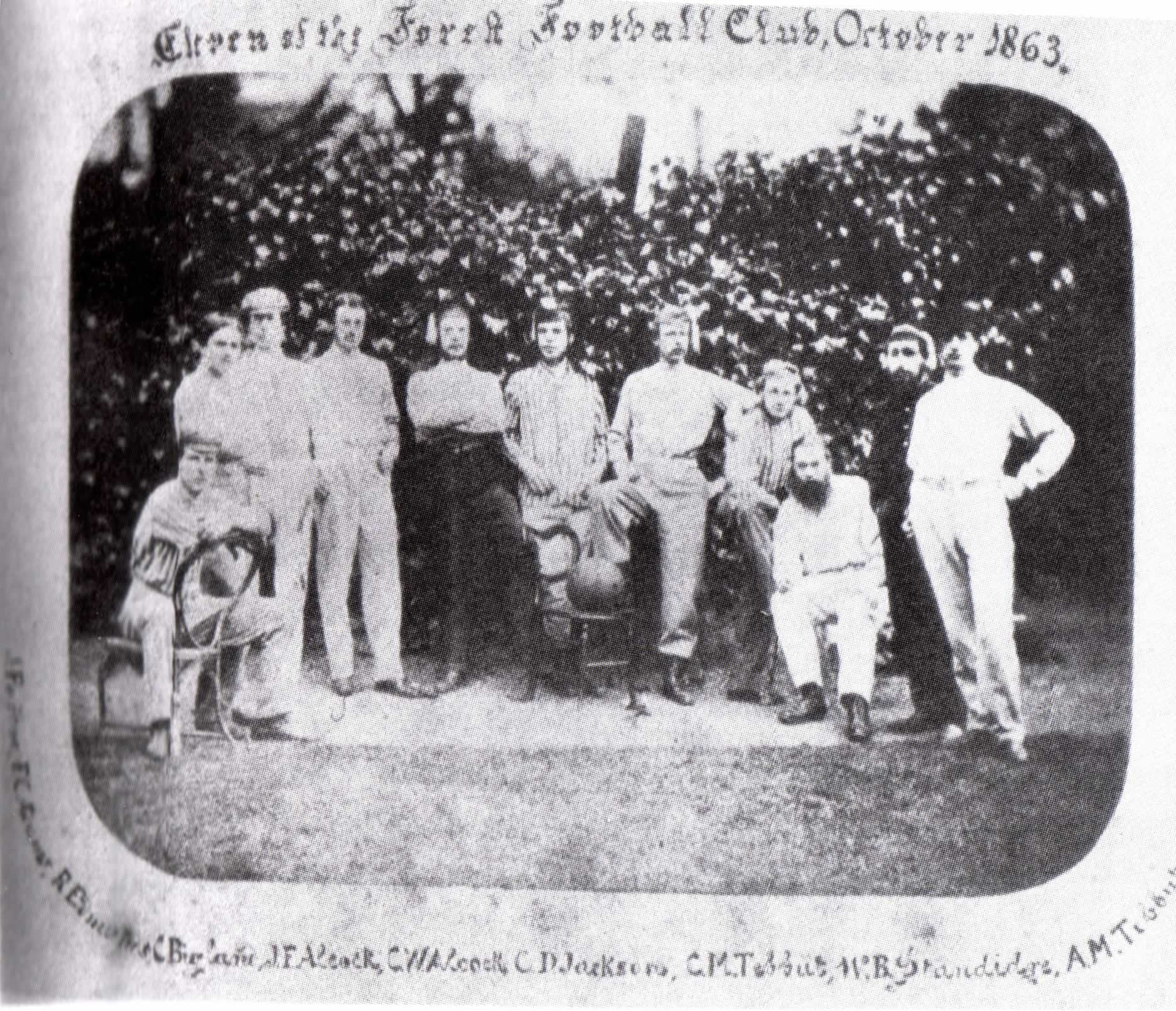
Jedyna znana fotografia zespołu z 1863 roku, znanego pod nazwą Forest Football Club

### Utworzenie klubu
Klub założony został w 1859 z inicjatywy absolwentów londyńskiej szkoły publicznej w Harrow, m.in. przez C.W. Alcocka, jego brata Johna, J. Pardoe i braci A. i W. J. Thompson. Początkowo funkcjonował pod nazwą Forest Football Club. 
Przez pierwsze dwa lata istnienia zespół rozgrywał swoje mecze w północnej części Londynu – Snaresbrook na terenach należących prawdopodobnie do Hrabiego Mornington. Pierwszy mecz Forest F.C. miał miejsce 15 marca 1862 roku przeciwko Crystal Palace. Zarówno w tym spotkaniu jak i w rewanżu obydwa zespoły składały się z piętnastu piłkarzy. W tamtych czasach zasady gry w piłkę nożną nie były jeszcze ustalone więc istniało kilka wariantów gry; można było między innymi dotykać piłki rękami czy wystawić dowolną (nieprzekraczającą piętnastu) liczbę graczy. W 1863 roku Forest F.C. był jednym z trzynastu założycieli Związku Piłkarskiego w Anglii (ang. Football Association) i przyjął zatwierdzone przez niego reguły gry w piłkę nożną choć okazjonalnie grał według innych zasad.
W 1864 roku klub przyjął nazwę Wanderers Football Club i pod tym szyldem wystąpił przeciwko drużynie z Kilburn. Wkrótce potem Alcock zdecydował, prawdopodobnie ze względu na wysoki koszt utrzymania, że klub nie będzie posiadał swojego obiektu, co wywołało sprzeciw kilku członków zespołu. W sezonie 1864/65, zespół używał zamiennie dwóch nazw, jednak po 1865 roku nazwa Forest F.C. przestała być używana. W sezonie 1865/66 zespół przegrał zaledwie jedno z szesnastu rozegranych spotkań. Przez kolejne cztery lata miał za to trudności z zebraniem jedenastu piłkarzy więc zmuszony był do rozgrywania meczów z mniejszą ich ilością lub wypożyczał zawodników z innych klubów. W latach sześćdziesiątych XIX wieku drużyna występowała na Battersea Park i na krykietowym obiekcie Kennington Oval.

### Sukces w Pucharze

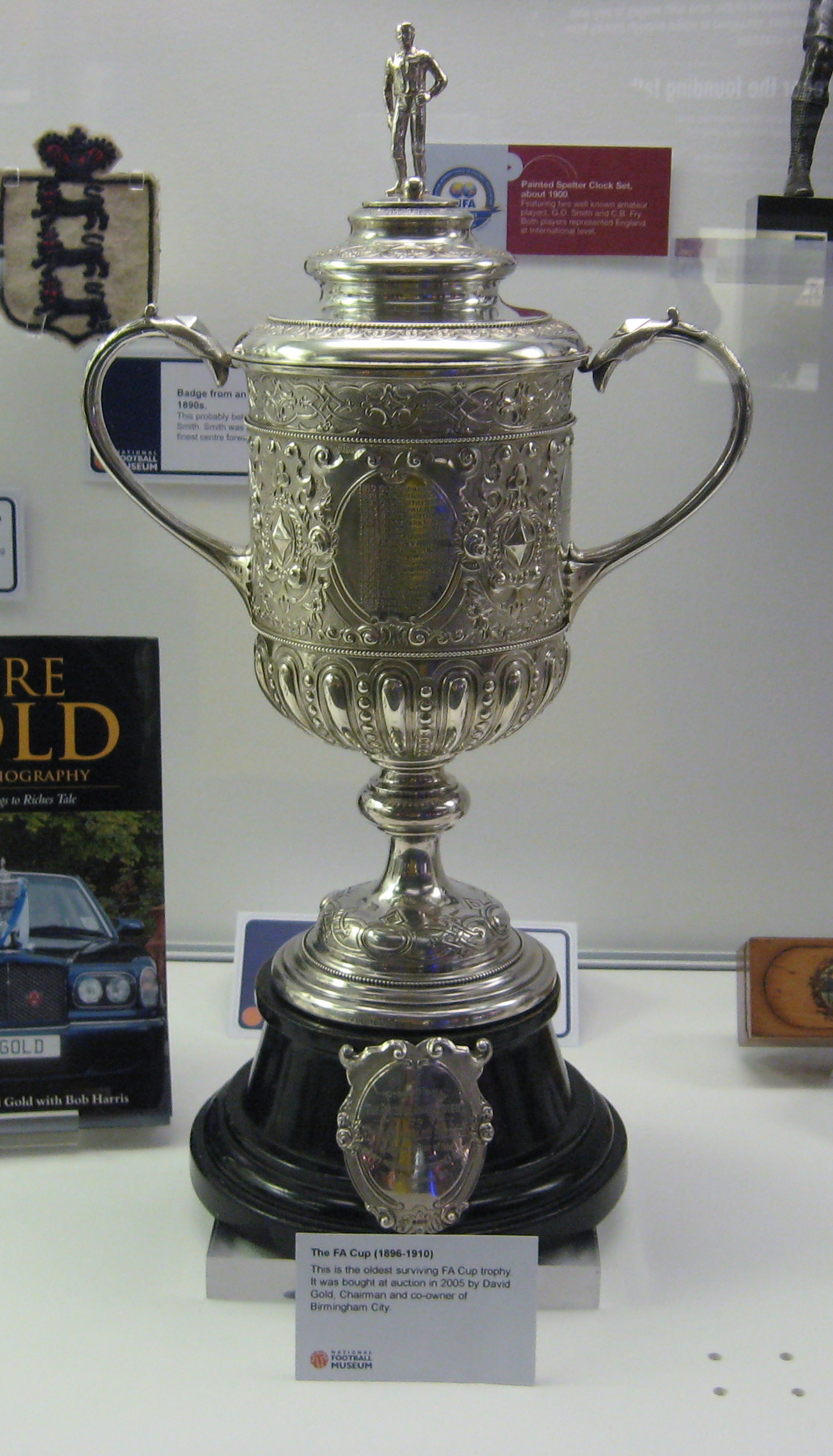
Replika pucharu, identyczna jaką zdobywali piłkarze Wanderers. Oryginał został skradziony i nigdy nie odnaleziony.

W sezonie 1870/71 Wanderers zwyciężyli w 32 meczach na 37 rozegranych. Rok później dzięki inicjatywie piłkarza The Rovers C.W. Alcocka zorganizowano po raz pierwszy turniej o Puchar kraju, który był otwarty dla wszystkich członków Football Association. W 1. edycji tych rozgrywek Wanderers dotarli do finału wygrywając w poprzednich czterech rundach zaledwie jeden mecz, jeden zakończył się remisem (przy wyniku nierozstrzygniętym awans uzyskiwały obydwa zespoły), dwa spotkania nie odbyły się z powodu wycofania się przeciwnika. 16 marca 1872 roku pokonali Royal Engineers 1:0 i jako pierwszy zespół w historii zdobyli trofeum. Kolejny sukces przyszedł rok później. Według ówczesnych zasad zwycięzca poprzedniej edycji miał zagwarantowany udział w finale. Wanderers na Kennington Oval odnieśli zwycięstwo 2:0 nad Oxford University, głównie dzięki dobrej postawie Arthura Kinnairda. Przez następne dwie edycje zespół docierał najwyżej do trzeciej rundy zaliczając przy tym rekordowe zwycięstwo 16:0 nad Farningham.
W październiku 1875 roku Wanderers po raz pierwszy zagrali mecz w Szkocji z najlepszą ówcześnie drużyną tego kraju Queens Park. Mimo wystawienia najsilniejszego składu Szkoci zwyciężyli 5:0. W rewanżu rozegranym cztery miesiące później zespół z Londynu pokonał Queens Park 2:0. Była to pierwsza w historii porażka drużyny z Glasgow. W 1876 Wanderers po raz kolejny osiągnęli finał Pucharu. Ponownie na Kennington Oval The Rovers zagrali z drużyną Old Etonians, w której wystąpiło pięciu byłych piłkarzy Wanderers, w tym Kinnaird. Pierwszy mecz zakończył się remisem, w powtórce Wanderers zwyciężyli 3:0 zdobywając trofeum po raz trzeci.
Przed rozpoczęciem sezonu 1876/77 do drużyny powrócił Arthur Kinnaird, a Wanderers znowu awansowali do finału Pucharu Anglii, w którym pokonali Oxford University 2:1 po dogrywce. Rok później po raz trzeci z rzędu wygrali trofeum po zwycięstwie nad Royal Engineers. Według ówczesnych zasad turnieju po trzecim z rzędu triumfie w rozgrywkach zwycięski zespół mógł zachować puchar na własność, jednak Alcock zwrócił go Związkowi pod warunkiem, że zasada ta zostanie zmieniona i w przyszłości żaden zespół nie przejmie go na własność. Przed meczem finałowym Wanderers rozegrali mecz ze zwycięzcą Pucharu Szkocji Vale of Leven; ostatecznie przegrali 1:3.

### Upadek klubu

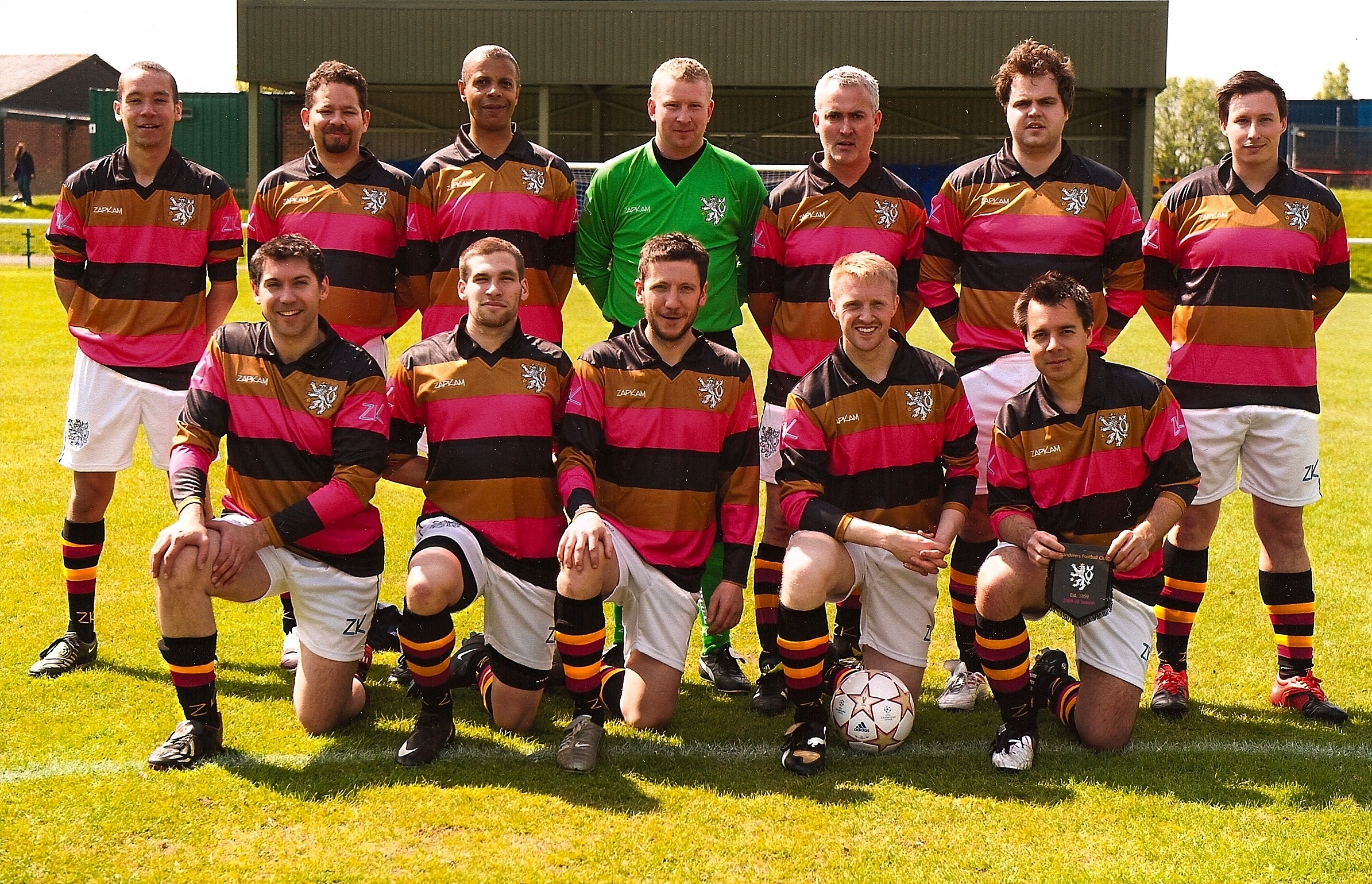
Zespół Wanderers F.C. przed meczem z Royal Engineers A.F.C. w maju 2010.

Po trzecim z rzędu triumfie w Pucharze reputacja klubu zaczęła spadać. W 1878 roku wielu absolwentów renomowanych szkół publicznych odchodziło do innych klubów; zmalała również liczba meczów. W sezonie 1878/79 The Rovers ulegli w pierwszej rundzie Pucharu drużynie Old Etonians, w której występował Kinnaird. W kolejnym dotarli do trzeciej przegrywając ponownie z Old Etonians. Po tym spotkaniu wielu piłkarzy opuściło klub.
Rok później klub wycofał się z rozgrywek o Puchar, gdyż nie był w stanie zebrać odpowiedniej ilości piłkarzy na mecz. Po 1881 roku drużyna rozgrywała zaledwie jedno, charytatywne spotkanie w roku, w Boże Narodzenie przeciwko Harrow School. W książce wydanej przez gazetę The Sportsman opublikowano informację, że klub uległ likwidacji w 1884; według The Times ostatni mecz Wanderers rozegrali przeciwko Harrow 25 grudnia 1887 roku.
Wanderers rozegrali w sumie 378 spotkań i zdobyli ponad 700 goli.

### Wanderers obecnie
Plany, które doprowadziły do odrodzenia się klubu powstały w październiku 2008 roku. Mark Wilson, obecny sekretarz, skontaktował się z Karen Gunnell wnuczką Johna Forstera Alcocka (1841–1910) – współzałożyciela oryginalnego klubu. Gunnell, jej syn Johaness (obecny piłkarz Wanderers) oraz inni potomkowie braci Alcocków poparli projekt reaktywowania klubu.
Mark Wilson skontaktował się także z brytyjskim oddziałem UNICEF-u. Postanowiono, że zespół pozyskiwać będzie fundusze dla tej organizacji.

## Herb i barwy klubu
Zespół Wanderers F.C. przez większą część swojego istnienia występował prawdopodobnie w koszulach w poprzeczne czarne, różowe i pomarańczowe pasy choć dokładne stroje nie są znane gdyż zachowała się zaledwie jedna fotografia zespołu. W programie z meczu wyjazdowego przeciwko Queens Park zawarta została informacja o białych strojach Wanderers. Dla odróżnienia poszczególnych zawodników zamiast numeracji, która wprowadzona została dopiero w roku 1938, przy nazwisku piłkarza podano kolor czapki jaką nosić miał w trakcie meczu.
Obecny herb, który pochodzi od szkoły publicznej w Harrow, prawdopodobnie także zdobił koszule oryginalnego, dziewiętnastowiecznego klubu.

## Stadiony
| Sezon     | Runda                     |
| --------- | ------------------------- |
| 1871/1872 | Zwycięzcy                 |
| 1872/1873 | Zwycięzcy                 |
| 1873/1874 | 3.                        |
| 1874/1875 | 3.                        |
| 1875/1876 | Zwycięzcy                 |
| 1876/1877 | Zwycięzcy                 |
| 1877/1878 | Zwycięzcy                 |
| 1878/1879 | 1.                        |
| 1879/1880 | 3.                        |
| 1880/1881 | Wycofanie się z rozgrywek |
| 1881/1882 | Wycofanie się z rozgrywek |

Wanderers początkowo występowali na boisku w północno-wschodniej dzielnicy Londynu Redbridge. W latach 1859–1887 najwięcej meczów rozegrali na krykietowym stadionie Kennigton Oval (151 spotkań). Występowali m.in. także na Vincent Square w Westminster (31 meczów), na boisku szkoły Harrow (15) oraz w Clapham Common (12). Między 1864 a 1867 rokiem korzystali również z boiska w Battersea Park w Wandsworth.

## Rywalizacja

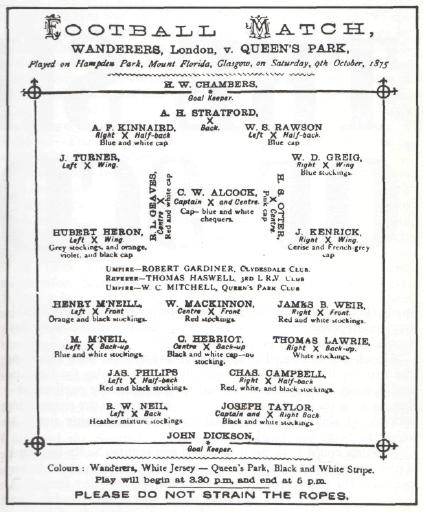
Program z meczu Queen’s Park – Wanderers z 1875 roku.

Piłkarze Wanderers, którzy w większości byli absolwentami szkoły w Harrow, często spotykali się z jej reprezentacją; w latach 1865–1883 obydwa zespoły spotkały się 33 razy. Poza tym Wędrowcy regularnie rozgrywali mecze z Royal Engineers, Clapham Rovers i Civil Service.

## Piłkarze, którzy wystąpili w kadrze narodowej
Dla reprezentacji Anglii wystąpiło w sumie 15 piłkarzy Wanderers. Byli to:
- C.W. Alcock (1 występ)
- Francis Birley (1 występ)
- Alexander Bonsor (2 występy)
- Frederick Green (1 występ)
- Francis Heron (1 występ)
- Hubert Heron (3 występy)
- Leonard Howell (1 występ)
- William Kenyon-Slaney (1 występ)
- Robert Kingsford (1 występ)
- William Lindsay (1 występ)
- Alfred Stratford (1 występ)
- Henry Wace (3 występy)
- Reginald de Courtenay Welch (2 występy)
- Charles Wollaston (4 występy)
- John Wylie (1 występ)

Po jednym występie zaliczyli także:
- dla reprezentacji Szkocji Arthur Kinnaird[33],
- dla reprezentacji Walii John Hawley Edwards[21].

## Zarząd klubu
Pierwszym sekretarzem klubu był A. W. Mackenzie (1859–1864). Jego następcami byli: były piłkarz Wanderers C. W. Alcock (1864–1875), Jarvis Kenrick (1875–1879) i Charles Wollaston (1879–1883). Od 2009 roku prezesem jest Jamie Harvey, funkcję sekretarza pełni Mark Wilson.

## Sukcesy
- Puchar Anglii:
  - Zdobywca (5): 1871/1872, 1872/1873, 1875/1876, 1876/1877, 1877/1878

## Rekordy klubu
| Najwyższe zwycięstwo                | Wanderers – Farnborough 16:0 – 1. runda Pucharu Anglii (1874/75) |
| Najwyższa porażka                   | Queens Park – Wanderers 6:0 (1876)                               |
| Najwięcej spotkań                   | C.W. Alcock – 199>                                               |
| Najwięcej bramek                    | C.W. Alcock – 82                                                 |
| Najwięcej bramek w jednym meczu     | R.K. Kinsford – 5 przeciwko Farnborough (16:0)                   |
| Najlepszy strzelec w jednym sezonie | C.W. Alcock – 17 (1870/71)                                       |
| Najwięcej straconych bramek w meczu | 8 – Wanderers – Clapham Rovers 2:8 (1878)                        |